# Delta Serpentis
Delta Serpentis (δ Ser / 13 Serpentis / HD 138917J) és un sistema estel·lar en la constel·lació de Serpens, situat en Serpens Caput, el cap de la serp. Sense nom propi habitual, de vegades ha estat anomenat Qin o Chin (del xinès mandarí 秦朝, Qín Cháo), en referència a la dinastia Qin. Es troba a uns 210 anys llum de distància del sistema solar.
Encara que a ull nu Delta Serpentis es veu com un estel de magnitud aparent +3,8, observat a través del telescopi apareix com un estel binari les components del qual estan separades 3,9 segons d'arc, formant un conjunt similar a Porrima (γ Virginis). Ambdós estels estan catalogats com subgegants blancs de tipus espectral F0IV. La més brillant de les dues, δ Serpentis A, té una temperatura de 7550 K i una lluminositat 71 vegades major que la del Sol. L'altra component, δ Serpentis B, és 26 vegades més lluminosa que el Sol. Els seus radis respectius són 5 i 3 vegades més grans que el radi solar, i les seves masses són 2,4 i 2,1 vegades majors que la del Sol.
Amb una edat aproximada de 800 milions d'anys, ambdós estan a punt de convertir-se en estels gegants i, sent la component A més massiva, ha avançat més en la seva evolució, havent acabat la fusió d'hidrogen en el seu nucli. Aquesta és una variable Delta Scuti, amb una variació en la seva lluentor de poc més de 0,04 magnituds amb diversos períodes de 3,04 i 3,74 hores. La separació real entre ambdós components és de 375 ua amb un període orbital d'uns 3200 anys, si bé el càlcul de l'òrbita és prematur donat el lent moviment orbital.
Visualment a 66 segons d'arc es troba un altre estel binari molt tènue (magnitud 14) que pot estar físicament relacionada amb Delta Serpentis.